# پیمان راپالو
عهدنامه راپالو (انگلیسی: Treaty of Rapallo) اصطلاحی است در مورد عهدنامه مودت آلمان و شوروی که در سال ۱۹۲۲ در شهر راپالو در ایتالیا و در حاشیه کنفرانس جنوا منعقد گردید. مطابق این توافق طرفین ادعاهای مربوط به قلمرو و اقتصادی معاهده برست-لیتوفسک و معاهدات جنگ جهانی اول را نادیده گرفته و به همکاری نظامی و اقتصادی با یکدیگر پرداختند.
مطالب این عهدنامه از اهمیت چندانی برخوردار نبود اما اولین شناسایی رسمی اتحاد جماهیر سوسیالیستی شوروی توسط یک قدرت بزرگ به‌شمار می‌رفت.